# ガラクトシド
ガラクトシド(Galactoside)は、ガラクトースを含む配糖体である。ガラクトースのC1炭素原子に配位するH基またはOH基が有機化合物に置換する。グリコシド結合がガラクトースの分子面の「上」に来るか「下」に来るかによって、α-ガラクトシドとβ-ガラクトシドに分類される。
β-ガラクトシドは、グリコシド結合がガラクトース残基の面の上に来たものである。生化学で最も良く使われるβ-ガラクトシドは、ラクトースであるが、その他にも生化学の分析用に合成されるものもある。β-ガラクトシド結合を切断する酵素は、β-ガラクトシダーゼと呼ばれる。